# 科尔涅伊·楚科夫斯基

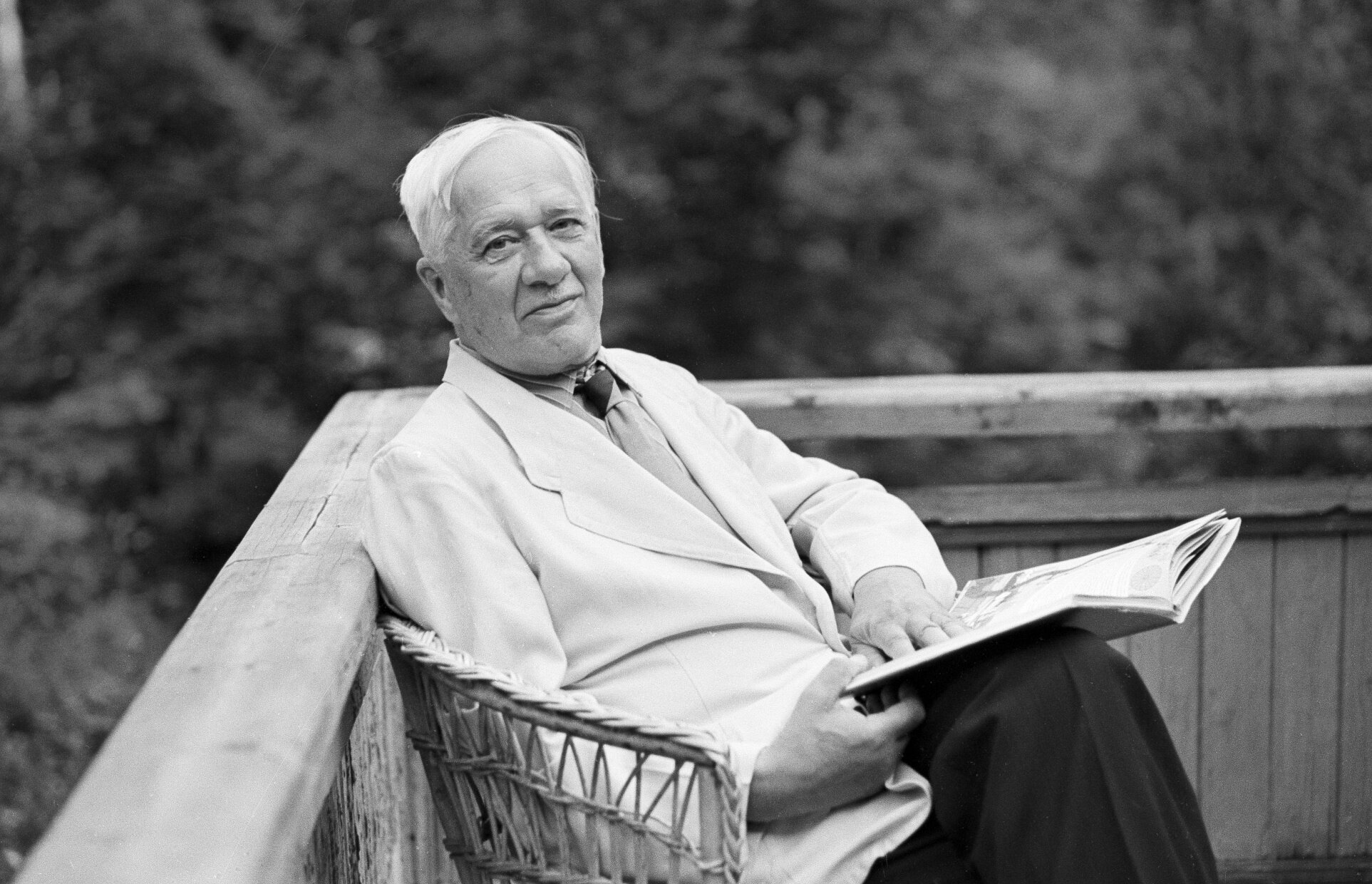
楚科夫斯基，攝於1958年7月

科尔涅伊·伊万诺维奇·楚科夫斯基（1882年3月31日—1969年10月28日），苏联烏克蘭裔作家、文学评论家、翻译家。他的《蟑螂怪兽》、《鳄鱼》、《电话》等儿童文学作品为几代俄国儿童熟知，研究者们常将其与美国的苏斯博士相提并论。他还曾将《杜立德医生》的故事改编成俄语诗歌，还把《鹅妈妈童谣》中的很大一部分翻译成俄语。

## 早年

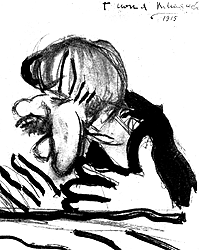
马雅可夫斯基所画的楚科夫斯基的漫画

生于圣彼得堡，原名尼古莱·瓦西里耶维奇·科涅楚科夫。他是来自乌克兰波尔塔瓦河流域的农家女凯瑟琳·奥斯波芙娜·科尔涅伊楚科娃和贵族子弟索洛莫洛维奇·列文森的私生子。1885年楚科夫斯基和母亲一起移居敖德萨，虽然列文森有时会接济他们，楚科夫斯基的童年仍然在贫困中度过。他曾在敖德萨语法学校就读，但不久因出身低微被逐出语法学校，后来通过函授获得了高中和大学文凭。
1901年，他开始用楚科夫斯基的笔名在《敖德萨报》杂志上发表作品，不久，他爱上了玛丽·哥德菲尔德，尽管女方家人反对，他们还是在1903年结婚了。婚后不久，他作为《敖德萨报》的记者驻英国伦敦。虽然不久，楚科夫斯基因生活费用紧张，让已经怀孕的妻子回到敖德萨和母亲居住，自己仍留在伦敦用大量时间自学英语，研究英美文学，阅读了狄更斯和萨克雷等人的作品。1904年底，楚科夫斯基自己也被生活所困，回到敖德萨。

## 十月革命前
回国之后的楚科夫斯基曾应勃留索夫的邀请参加过《天秤》杂志工作。在1905年革命中，他亲眼目睹了波将金号的起义，两次参观了这一战舰，还帮水兵传递过信件。不久，他创办了讽刺周刊《信号》，亚历山大·库普林、索洛古勃和塔菲均在上面发表过文章。《信号》出版四期后，楚科夫斯基因“攻击当局”被捕。凭借律师的成功辩护，楚科夫斯基不久后就获释。1906年，楚科夫斯基前往芬兰城镇库卡拉居住，后来参于《田地》、《俄罗斯思想》等自由派刊物的编辑工作。这一段时间，他翻译了沃尔特·惠特曼的诗歌，并通过文学评论分析未来主义等文学倾向，介绍了当时的一些新锐作家，这让他和亚历山大·勃洛克与马雅可夫斯基成了朋友。楚科夫斯基在十月革命前的著作还有《从契诃夫至今日》和《批评的故事》等。他对作家的写照尖锐、激越，有时甚至带有主观、离奇的成分。1916年应高尔基的邀请，主持“帆”出版社的儿童文学部的工作，写有诗体童话《鳄鱼》(1916)。

## 十月革命之后

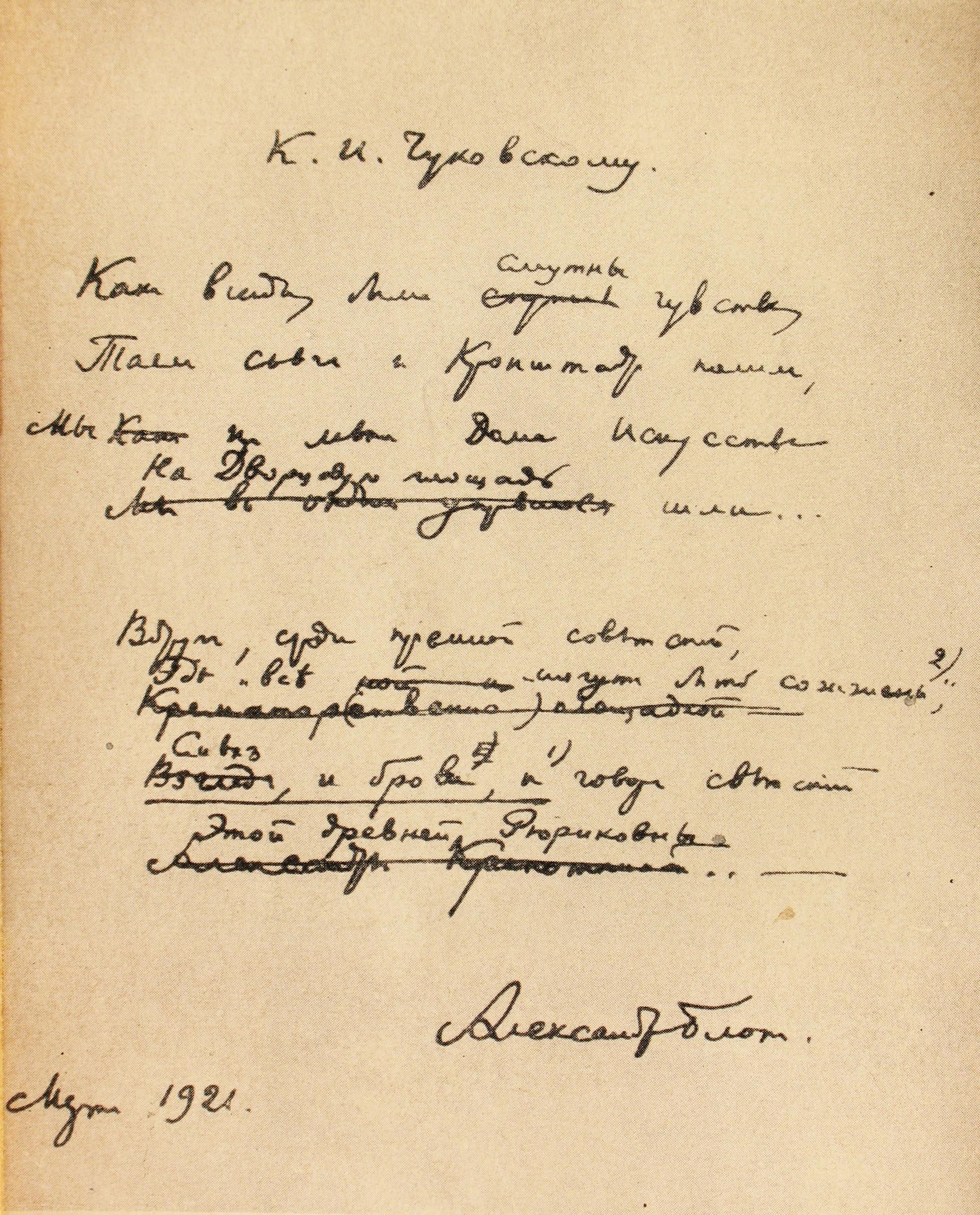
勃洛克1921年给楚科夫斯基写的信

十月革命后，楚科夫斯基开始研究自己最喜爱的诗人—尼古拉·涅克拉索夫。在1920年前后发表了一批关于涅克拉索夫的专著，后曾持编纂尼古拉·涅克拉索夫的全集。他也继续自己的儿童文学创作，主要作品有《苍蝇的婚礼》等，以游戏的形式(谜语、笑话等)帮助儿童了解人类的美好品德。1930年代，楚科夫斯基研究了文学翻译理论，发表了《文学翻译的艺术》，并将马克·吐温、王尔德和吉卜林的文学作品翻译成俄语。1933年，楚科夫斯基的《二到五》出版，这是一本理解儿童语言的指南书籍，大受欢迎。但有一段时间，楚科夫斯基的作品也遭到了严厉的批评，批评是由克鲁普斯卡娅发起的，儿童文学作家阿格尼亚·巴尔图参与其中。
1952年楚科夫斯基发表了《涅克拉索夫的艺术技巧》，此书再版多次，并获得了1962年的列宁奖金。楚科夫斯基对被批判的作家报以同情。按照他在日记中写的，他利用自己的影响帮助了一些被迫害的作家，比如阿赫玛托娃、左琴科、和索尔仁尼琴，他也是唯一公开祝贺帕斯捷尔纳克获得诺贝尔文学奖的人他。晚年写有回忆录《回忆片断》（1959）、《同时代人》(1962)等作品，生动地再现了列宾、柯罗连科、安德列耶夫、高尔基、马雅可夫斯基等作家、艺术家的形象。1962年他获得了牛津大学荣誉博士的称号。1966年2月，楚科夫斯基和帕乌斯托夫斯基等人在内的25位苏联科学家与艺术家给苏联共产党第二十三次代表大会写信，反对重新赞颂斯大林的思潮。他的女儿利季娅·楚科夫斯卡娅曾长期担任阿赫玛托娃的秘书，也是一位杰出的作家。

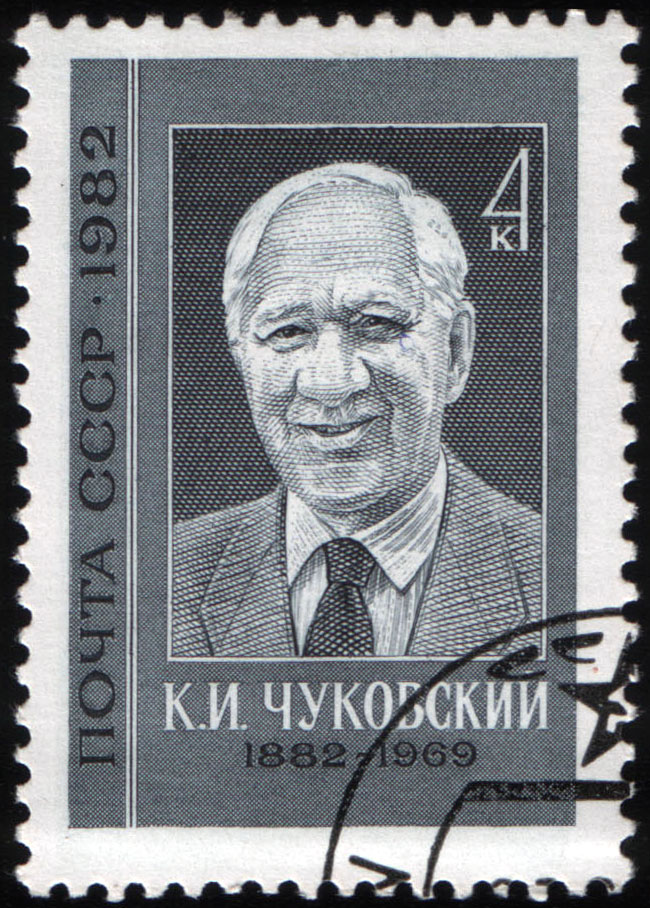
苏联发行的楚科夫斯基纪念邮票

## 主要作品
- 《从契诃夫至今日》（1908）
- 《批评的故事》(1911)
- 《面孔与假面具》（1914）
- 《鳄鱼》(1916)。
- 《苍蝇的婚礼》（1924）
- 《二到五》（1933）
- 《回忆片断》（1959）
- 《同时代人》(1962)

## 備注
1. ↑  俄羅斯語羅馬化：Korney Ivanovich Chukovsky，發音：[kɐrˈnʲej ɪˈvanəvʲɪtɕ tɕʊˈkofskʲɪj] ⓘ
2. ↑  烏克蘭語羅馬化：Kornii Ivanovych Chukovskyi